# Austrodaphnella
Austrodaphnella is een geslacht van weekdieren uit de klasse van de Gastropoda (slakken).

## Soorten
- Austrodaphnella alcestis (Melvill, 1906)
- Austrodaphnella clathrata Laseron, 1954
- Austrodaphnella torresensis Shuto, 1983
- Austrodaphnella yemenensis Bonfitto, Sabelli & Morassi, 2001